# 高山国
高山国（こうざんこく、たかさんこく）は安土桃山時代の日本で用いられた台湾の別名。日本の文献に見える台湾を指すことが確実な呼称では最古のものとされる。

## 解説
1593年（文禄3年）、豊臣秀吉は長崎商人の原田喜右衛門を呂宋国（フィリピンのルソン島）の国王に、喜右衛門の部下であった原田孫七郎を「高山国」の国王にそれぞれ朝貢を求める書状を託して派遣した。しかし、孫七郎は「高山国」なる国を発見することが出来ず当然のように領主（高山国王）と拝謁することも叶わなかったので、何の成果も挙げられないまま日本に帰国せざるを得なかった。この際の秀吉の書状に「高山国」として書き表されたのが、日本の文献における現在の台湾に比定される地域の最古の記録とされている。
秀吉の書状から34年後、江戸幕府の治世となった1627年（寛永4年）には浜田弥兵衛が島民16名を連れて将軍・徳川家光に拝謁を求め、代表者の理加と名乗る島民が「高山国使節」として非公式ながら将軍に拝謁している（タイオワン事件も参照）。

### 名称
「高山国」の名称は台湾が標高3952mの（日本統治時代は「新高山」と呼ばれていた）玉山を最高峰として全島の3分の2が山地で形成されていることに由来すると言われているが、秀吉の書状から3年後の1596年（文禄5年）7月のサン＝フェリペ号事件で漂着船の検分に当たった増田長盛の命によりスペイン船の地図を書き写した『西斑牙船航海地図』には台湾に当たる島を指して「たかさくん」と記されている。また、バークレー美術館所蔵の『世界図屏風』には「たかさんこく」との表記が見られるが、島の位置は実際の台湾とやや相違がある。この「たかさんこく」が当時の「高山国」の読みであるとすれば「こうざんこく」は後世に当てられた読みであると言うことになる。「たかさくん」は現地語で台湾島の南西部（現在の高雄市一帯）に当たる地域を指す呼称であった「タカサグン」を指すとみられ、江戸時代に入ると「高山国」に代わって「タカサグン」に日本で馴染み深い地名の「高砂」との音韻の相似により当て字を行った高砂国（たかさごこく）の呼称が使われるようになった。
台湾が日本の外地となった後の1898年（明治31年）、佐々木安五郎は台北市で日本語雑誌『高山國』を創刊した。この『高山國』は秀吉の書状に見える「高山国」を由来としているが、読みは「こうざんこく」でなく「たかさご」とされている。

## 台湾原住民との関係
秀吉が「高山国王」宛の書状を作成した16世紀頃の台湾には全島を統一した国家が存在せず、南方のオーストロネシア語族に分類される台湾原住民の諸民族が集落を形成していた他は倭寇の根城が点在する状態であったと考えられている。17世紀には鄭成功がオランダ東インド会社を追放して全島統一を果たし、鄭氏政権が20年余り続いたが1683年に清の総攻撃を受けて鄭氏が滅亡した後は漢民族の入植が進められるようになった。
19世紀半ばには台湾全島で多数派を形成していた漢民族は台湾原住民のうち平地に住み漢化が進んだ民族を平埔番（へいほばん）、山岳地帯に住み漢化を受け入れなかった民族を高山番（こうざんばん）と呼称したが、いずれも複数の民族を漢民族の視点から区分する（多分に侮蔑のニュアンスが強い）呼称であり特定の民族を指すものではない。1895年（明治28年）からの日本統治下では、平埔番が平埔族（へいほぞく）と呼ばれるようになった。高山番は初め生蕃（せいばん）と呼ばれていたが「蕃」の用字は差別的な意味合いを含むため、1935年（昭和10年）に秩父宮雍仁親王の要請で高砂族（たかさごぞく）へ改称されている。
1945年（昭和20年）に第二次世界大戦で日本が敗れて台湾の領有を放棄した後（台湾光復）、国共内戦に敗れて台湾へ逃れた中国国民党政権は日本統治下で高砂族と呼ばれていた台湾原住民を高山族（こうざんぞく、カオシャンぞく）と改称して同化（漢化）政策を推進した。この「高山族」は清朝で「高山番」と呼ばれていたものを「番」から「族」に置き換えたに過ぎず、日本で台湾を指す呼称であった「高山国」と直接の関連性は見出せない。台湾民主化の流れで1996年に原住民族委員会が発足して以降は高山族を「山地原住民」、平埔族を「平地原住民」とそれぞれ呼称するようになっている。